# Megan Mullally
Megan Mullally (Los Angeles (Californië), 12 november 1958) is een Amerikaanse actrice die bekend werd door haar rol als Karen Walker in Will & Grace.
Ze groeide op in Oklahoma City. Haar moeder, Martha, was een model en haar vader, Carter Jr. Mullally, was ook een acteur. Ze is getrouwd met Nick Offerman. Voor Will & Grace stond ze ook al op het podium met Rosie O'Donnell in Grease (Broadway) en met Matthew Broderick in How to succeed in business without really trying? (Broadway). In het televisieseizoen van 2006/2007 presenteerde ze een eigen talkshow, The Megan Mullally Show, maar het programma werd na enige tijd geannuleerd.
Mullally was in 2007 weer te zien op Broadway, als Elizabeth in de musical 'Young Frankenstein'.